# Martha Tausk
Martha Tausk (Wenen, 15 januari 1881 - Utrecht (academisch ziekenhuis), 20 oktober 1957 - begraven Nijmegen, 23 oktober 1957), geboren als Martha Rosa Frisch, was een Oostenrijkse politica, journalist en vrouwenrechtenvoorvechtster.

## Levensloop
Tausk's vader had een kleine drukkerij in Wenen, waarin de eerste nummers van de sociaaldemocratische 'Arbeiter-Zeitung' gedrukt werden. Doordat haar moeder lid was van de politieke vrouwenbeweging 'Allgemeine Österreichische Frauenverein' (AÖFV), kwam ze al heel jong in aanraking met de arbeiders- en vrouwenbeweging. Tausk kreeg samen met haar broer Justinian een particuliere middenstandsopleiding van de zussen Marianne en Auguste Fickert; beiden bekende vrouwenrechtenvoorvechtsters. Daarna kreeg ze een gymnasium-opleiding, waarbij ze bevriend raakte met de latere kernfysica Lise Meitner. Lise was een zus van Gusti Meitner, de vrouw van Justinian.
In 1900 huwde ze met de latere psychoanalyticus Victor Tausk (1879-1919) met wie ze in Sarajevo ging wonen. Ze kregen daar twee zonen: Marius (1902-1990), die later directeur van Organon werd, en Viktor Hugo (1903-1969). Na enkele jaren keerde het echtpaar terug naar Wenen maar het huwelijk hield niet lang stand: in 1905 gingen ze uit elkaar en in 1908 scheidden ze officieel. Martha Tausk nam in haar eentje de zorg voor haar beide zonen op zich en kreeg en baan als boekhoudster.
Tausk had zich aangesloten bij de sociaaldemocratische vrouwenbeweging en was daar opgevallen vanwege haar retorische vaardigheden. Zodoende werd ze in 1917 door de politicus Hans Resel naar Graz gehaald en in november 1918 werd ze als eerste vrouw namens de Sociaaldemocratische Partij van Oostenrijk (SPÖ) gekozen in de deelstaatregering van Stiermarken. In 1927-'28 was ze lid van de Oostenrijkse Bondsraad.
In 1928 werd Tausk door Friedrich Adler voor deelname aan de Socialistische Arbeiders-Internationale naar Zürich gehaald. Ze werd daar hoofdredacteur van het nieuwe tijdschrift 'Frauenrecht – Zeitung für die arbeitenden Frauen der Schweiz'. In 1934 ging ze terug naar Oostenrijk, maar vanwege vervolging door de Gestapo vluchtte ze in 1939 naar Nederland waar haar oudste zoon woonde. Na de Tweede Wereldoorlog ging zij in oktober 1946 naar haar tweede zoon in Brazilië, in juni 1947 keerde ze terug naar Nederland. Zij zette zich toen in voor de rechten van Oostenrijkse emigranten in Nederland die na de oorlog het land moesten verlaten tenzij ze konden aantonen dat ze Nederlands-gezind waren geweest.

## Trivia
- In Graz is het Martha-Tausk-Park naar haar genoemd.[4]